# Le Pompidou
Pour les articles homonymes, voir Pompidou.
Le Pompidou est une commune française, située dans le sud-est du département de la Lozère, en région Occitanie.
Exposée à un climat de montagne, elle est drainée par le Gardon de Sainte-Croix et par divers autres petits cours d'eau. Incluse dans les Cévennes, la commune possède un patrimoine naturel remarquable : trois sites Natura 2000 (la « vallée du Gardon de Mialet », la « vallée du Gardon de Saint-Jean » et « les Cévennes ») et trois zones naturelles d'intérêt écologique, faunistique et floristique.
Le Pompidou est une commune rurale qui compte 182 habitants en 2022, après avoir connu un pic de population de 1 170 habitants en 1831. Ses habitants sont appelés les Pompidoliens ou Pompidoliennes.

## Géographie

### Localisation
Le Pompidou se situe en plein cœur des Cévennes, sur la route dite « Corniche des Cévennes », à mi-chemin entre Florac et Saint-Jean-du-Gard, à 800 m d'altitude.
Située dans le sud du département de la Lozère, la commune est limitrophe du département du Gard.

### Communes limitrophes
Les communes limitrophes sont  Barre-des-Cévennes, Bassurels, Gabriac, Molezon, Saint-André-de-Valborgne et Vebron.
| Vebron    | Barre-des-Cévennes              |         |
|           | du Pompidou                     | Molezon |
| Bassurels | Saint-André-de-Valborgne (Gard) | Gabriac |

### Milieux naturels et biodiversité

#### Espaces protégés
La protection réglementaire est le mode d’intervention le plus fort pour préserver des espaces naturels remarquables et leur biodiversité associée,.
Dans ce cadre, la commune fait partie de la zone cœur du Parc national des Cévennes. Ce parc national, créé en 1967, est un territoire de moyenne montagne formé de cinq entités géographiques : le massif de l'Aigoual, le causse Méjean avec les gorges du Tarn et de la Jonte, le mont Lozère, les vallées cévenoles ainsi que le piémont cévenol.
Les Cévennes sont également un territoire reconnu réserve de biosphère par l'UNESCO en 1985 pour la mosaïque de milieux naturels qui la composent et qui abritent une biodiversité exceptionnelle, avec 2 400 espèces animales, 2 300 espèces de plantes à fleurs et de fougères, auxquelles s’ajoutent d’innombrables mousses, lichens, champignons,.

#### Réseau Natura 2000

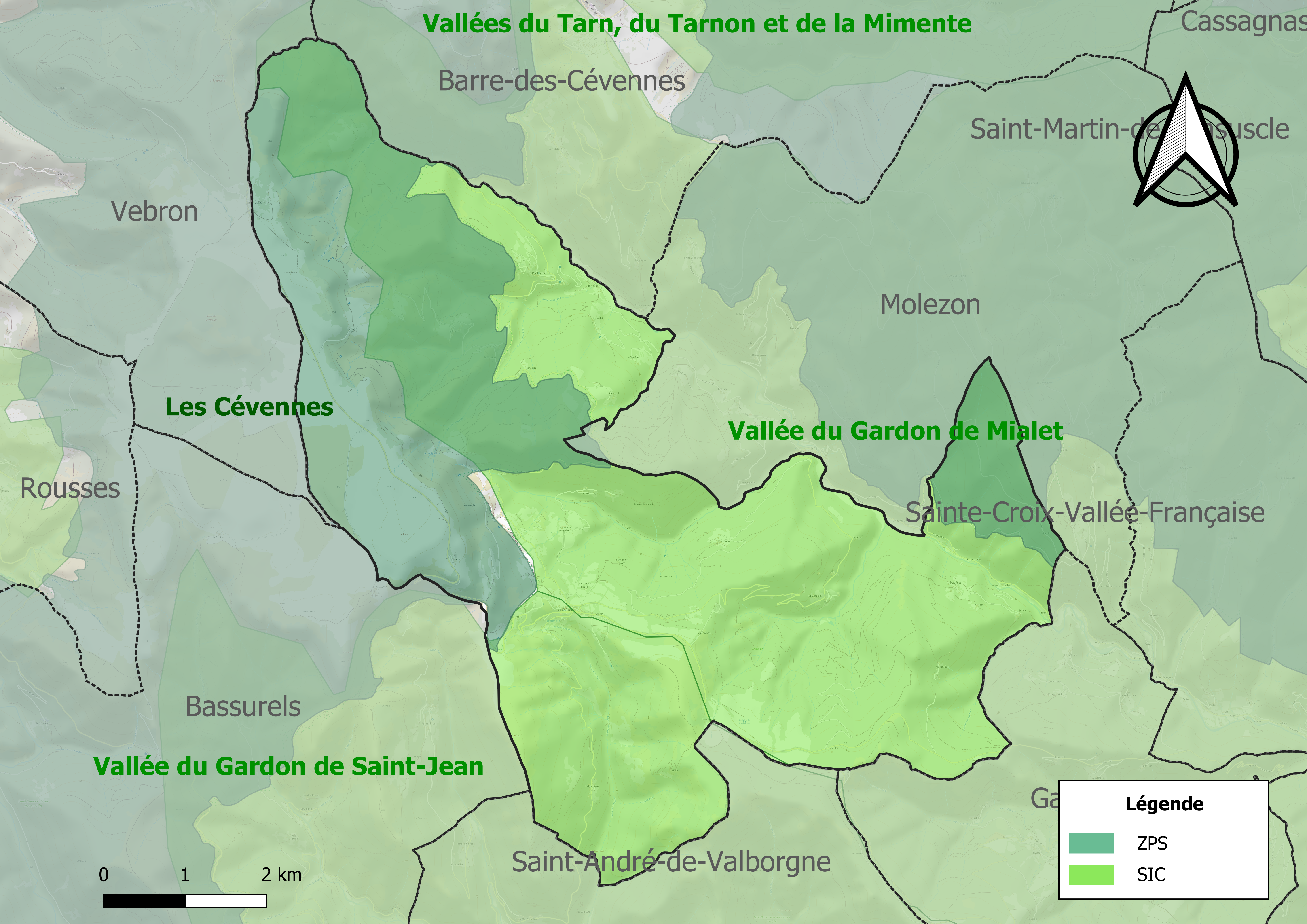
Sites Natura 2000 sur le territoire communal.

Le réseau Natura 2000 est un réseau écologique européen de sites naturels d'intérêt écologique élaboré à partir des directives habitats et oiseaux, constitué de zones spéciales de conservation (ZSC) et de zones de protection spéciale (ZPS).
Deux sites Natura 2000 ont été définis sur la commune au titre de la directive habitats :
- la « vallée du Gardon de Mialet », d'une superficie de 23 371 ha, abritant des populations de poissons d'intérêt communautaire, notamment le Barbeau méridional (Barbus meridionalis), mais aussi le Castor et l'Écrevisse à pattes blanches[9] ;
- la « vallée du Gardon de Saint-Jean », d'une superficie de 19 020 ha, présentant une variété d’habitats naturels d’intérêt communautaire remarquables (22 génériques dont cinq prioritaires)[10] ;

et un au titre de la directive oiseaux : 
- « les Cévennes », d'une superficie de 92 044 ha, correspondant précisément à la zone centrale du parc national des Cévennes et rassemblant plusieurs ensembles distincts. La diversité des milieux et des paysages permet le maintien d'une avifaune riche et diversifiée : au total, 135 espèces d'oiseaux, dont 22 inscrites à l'annexe 1 de la directive 79-409-CEE, recensées dans la zone centrale du parc, dont une vingtaine d'espèces de rapaces diurnes et sept nocturnes[11].

#### Zones naturelles d'intérêt écologique, faunistique et floristique
L’inventaire des zones naturelles d'intérêt écologique, faunistique et floristique (ZNIEFF) a pour objectif de réaliser une couverture des zones les plus intéressantes sur le plan écologique, essentiellement dans la perspective d’améliorer la connaissance du patrimoine naturel national et de fournir aux différents décideurs un outil d’aide à la prise en compte de l’environnement dans l’aménagement du territoire.
Une ZNIEFF de type 1 est recensée sur la commune :
le « Gardon de Sainte-Croix » (231 ha), couvrant 7 communes du département et deux ZNIEFF de type 2, : 
- les « Can de l'Hospitalet » (2 062 ha), couvrant 9 communes du département[14] ;
- les « Hautes vallées des Gardons » (73 898 ha), couvrant 48 communes dont 27 dans le Gard et 21 dans la Lozère[15].

Cartes des ZNIEFF de type 1 et 2 au Pompidou.
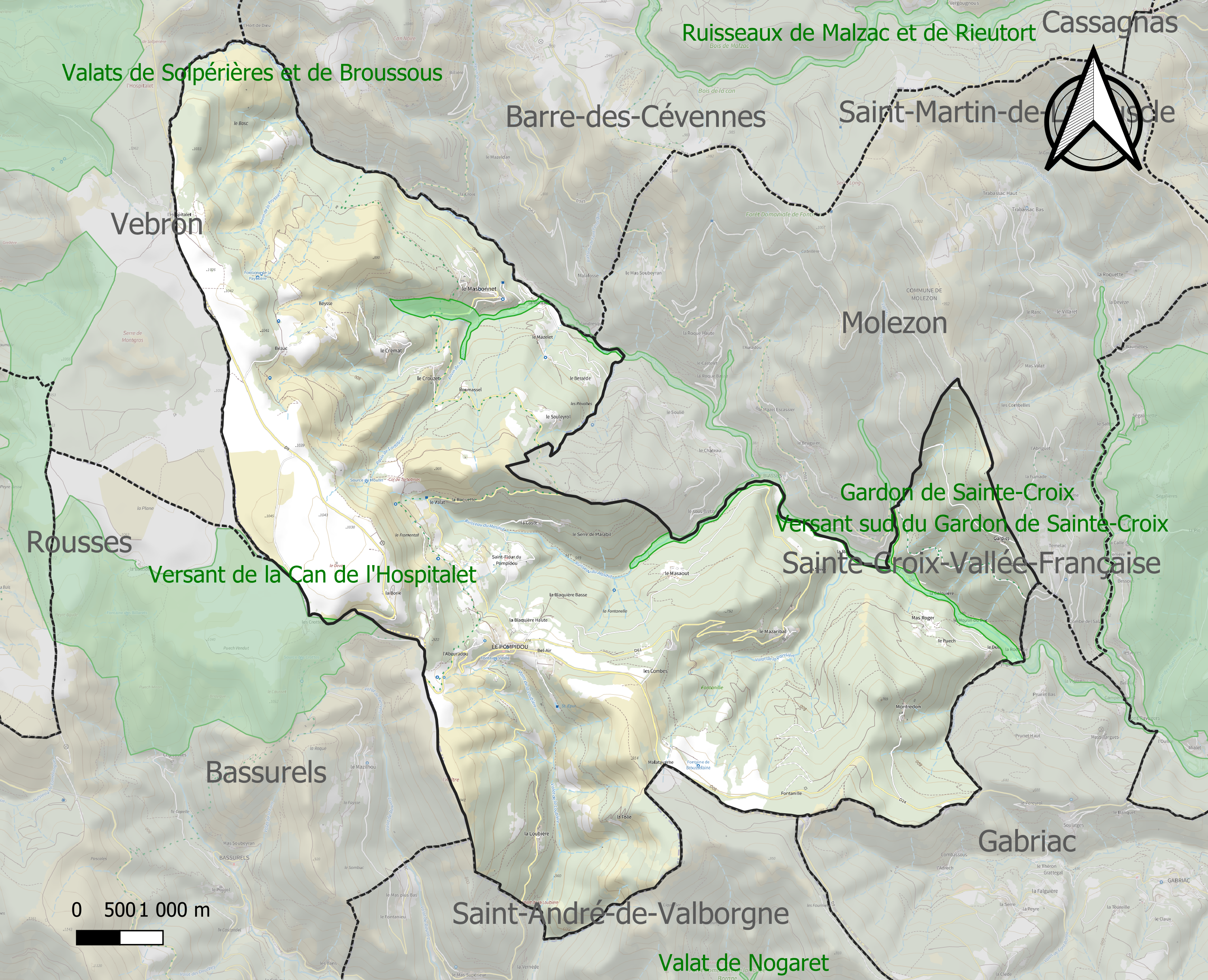
Carte de la ZNIEFF de type 1 sur la commune.
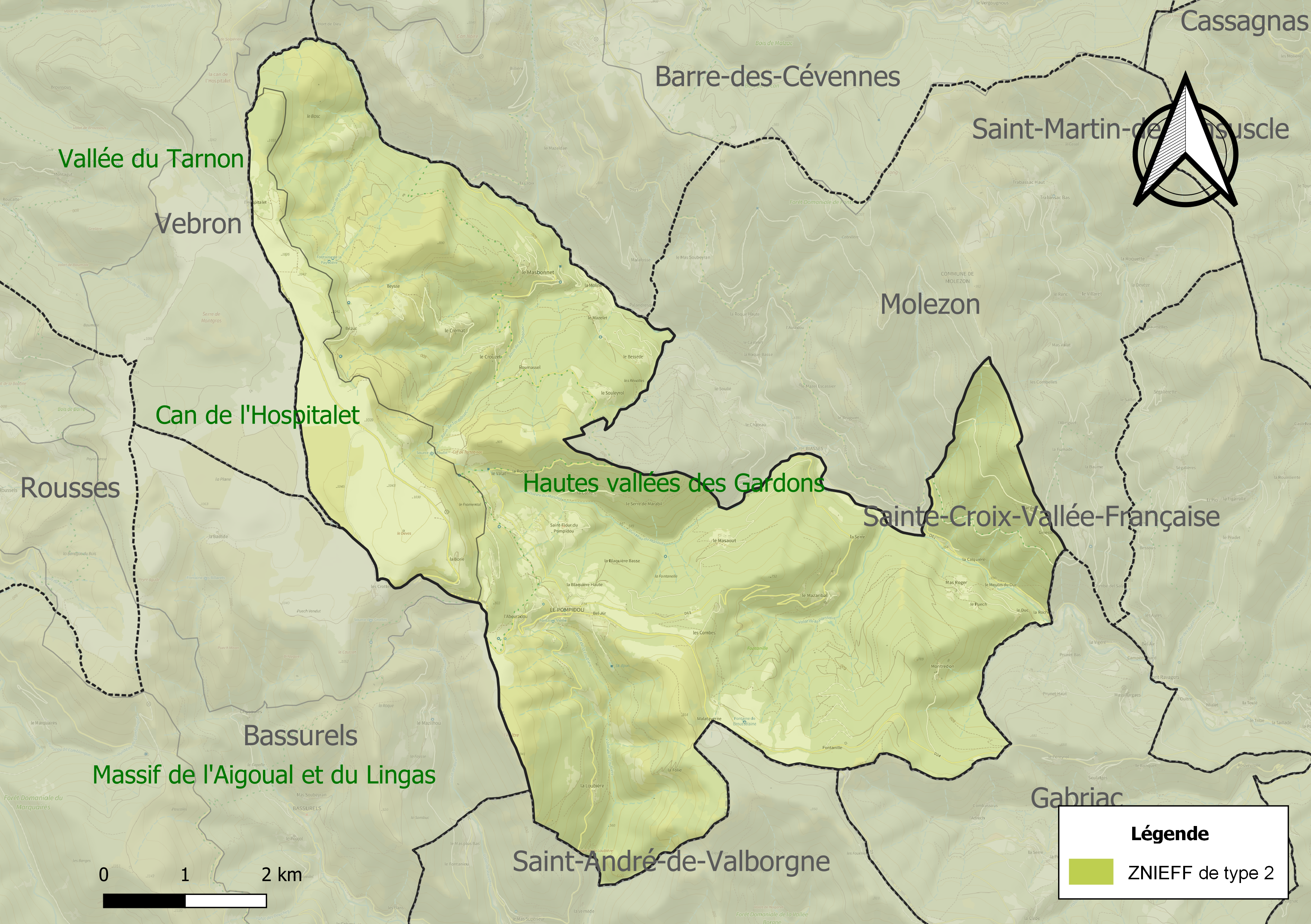
Carte des ZNIEFF de type 2 sur la commune.

## Urbanisme

### Typologie
Au 1er janvier 2024, Le Pompidou est catégorisée commune rurale à habitat très dispersé, selon la nouvelle grille communale de densité à sept niveaux définie par l'Insee en 2022.
Elle est située hors unité urbaine et hors attraction des villes,.

## Toponymie
Frédéric Mistral, dans son Tresor dóu Felibrige ou Dictionnaire provençal-français, indique : « Pompidou (vieux provençal « Pompidor ») : palier, repos d'un escalier, en Rouergue ; plancher de la cuisine, en Quercy ». Le Dictionnaire étymologique des noms de lieux en France d'Albert Dauzat et Charles Rostaing, précise « d'une racine pré-latine à valeur probablement oronymique « pomp- » » ; avec suffixe -idou, -idor, -ador.

## Histoire
La paroisse de Saint-Flour du Pompidou est mentionnée dès le XIIIe siècle au nombre des fiefs de la famille de Cadoene de Gabriac. Au cours de la guerre de Cent Ans (1335-1453), elle sert de point d'appui aux Français, en guerre contre les Budos de Portes, alliés aux Anglais. En 1560, elle se rallie partiellement à la Réforme, et les Huguenots du bas-pays incendient l'église ; les archives disparaissent au cours du sinistre. Payant la dîme aux Huguenots de 1562 a 1598, elle fournit un détachement armé pour la défense de Florac.
En 1598, la communauté catholique se réinstalle progressivement en milieu hostile. En 1685, avec la révocation de l'édit de Nantes, quelques familles protestantes se réfugient à l'étranger. Prise par les Camisards dès 1703, elle est entièrement brûlée sur les ordres de l'intendant de Lamoignon de Basville ; l'église est reconstruite à grands frais.
Au cours de la Révolution, les gardes nationaux incendient la cure et brûlent tout l'état civil consécutif à la Révocation (1685-1787). Reconstruite sur la crête, la commune devient un point de passage obligé pour les voyageurs. Commune rurale, elle perd de nombreux fils lors des guerres du Second Empire (Crimée) et en 1914-1918. L'exode rural aura été fatal à son développement.

## Politique et administration
| Période    | Période  | Identité               | Étiquette | Qualité                                                        |
| ---------- | -------- | ---------------------- | --------- | -------------------------------------------------------------- |
| avant 1988 | ?        | Franck Meynadier       | DVG       |                                                                |
| 1989       | 2001     | Claude Faïsse          | PS        | Conseiller général du canton de Barre-des-Cévennes (1992-2008) |
| 2001       | en cours | Françoise Saint-Pierre | DVD       |                                                                |

## Démographie

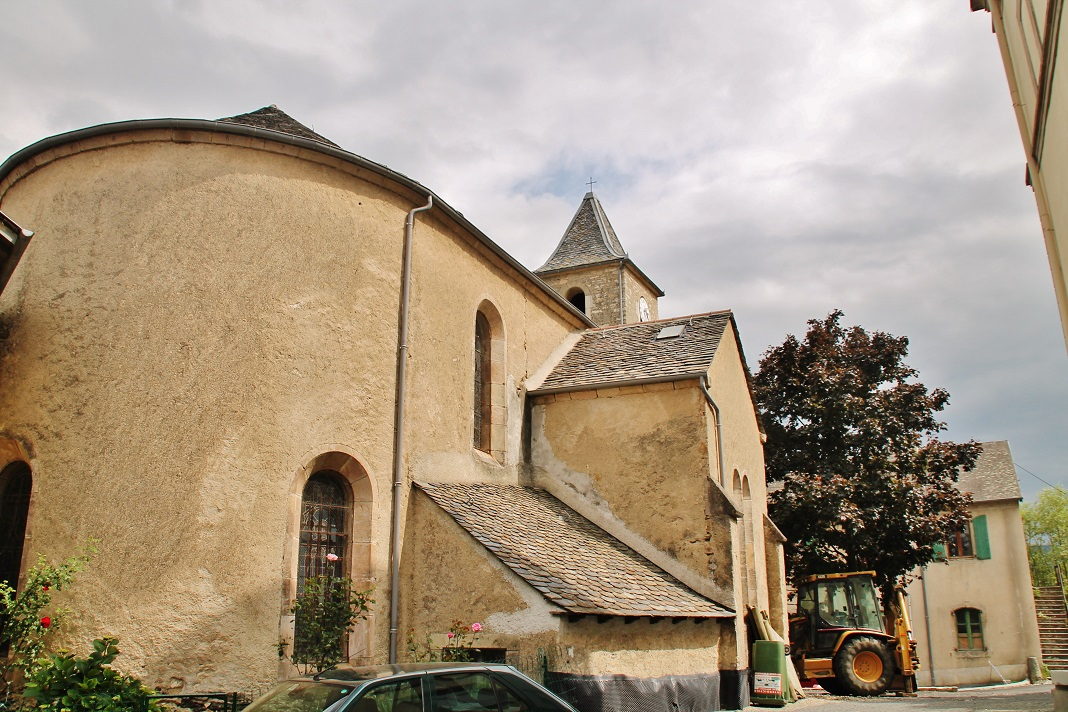
Église Notre-Dame-de-l'Assomption.

L'évolution du nombre d'habitants est connue à travers les recensements de la population effectués dans la commune depuis 1793. Pour les communes de moins de 10 000 habitants, une enquête de recensement portant sur toute la population est réalisée tous les cinq ans, les populations de référence des années intermédiaires étant quant à elles estimées par interpolation ou extrapolation. Pour la commune, le premier recensement exhaustif entrant dans le cadre du nouveau dispositif a été réalisé en 2006.

En 2022, la commune comptait 182 habitants, en évolution de +13,04 % par rapport à 2016 (Lozère : +0,11 %, France hors Mayotte : +2,11 %).
| 1793 | 1800 | 1806  | 1821  | 1831  | 1836  | 1841  | 1846  | 1851  |
| ---- | ---- | ----- | ----- | ----- | ----- | ----- | ----- | ----- |
| 581  | 902  | 1 058 | 1 029 | 1 170 | 1 110 | 1 117 | 1 033 | 1 093 |

| 1856  | 1861  | 1866  | 1872 | 1876 | 1881 | 1886 | 1891 | 1896 |
| ----- | ----- | ----- | ---- | ---- | ---- | ---- | ---- | ---- |
| 1 118 | 1 083 | 1 002 | 892  | 845  | 885  | 809  | 800  | 715  |

| 1901 | 1906 | 1911 | 1921 | 1926 | 1931 | 1936 | 1946 | 1954 |
| ---- | ---- | ---- | ---- | ---- | ---- | ---- | ---- | ---- |
| 653  | 667  | 614  | 551  | 507  | 429  | 350  | 312  | 248  |

| 1962 | 1968 | 1975 | 1982 | 1990 | 1999 | 2006 | 2011 | 2016 |
| ---- | ---- | ---- | ---- | ---- | ---- | ---- | ---- | ---- |
| 231  | 275  | 228  | 144  | 158  | 154  | 200  | 175  | 161  |

| 2021 | 2022 | - | - | - | - | - | - | - |
| ---- | ---- | - | - | - | - | - | - | - |
| 174  | 182  | - | - | - | - | - | - | - |

## Économie

### Revenus
En 2018, la commune compte 84 ménages fiscaux, regroupant 172 personnes. La médiane du revenu disponible par unité de consommation est de 16 650 € (20 420 € dans le département).

### Emploi
|                | 2008   | 2013  | 2018   |
| -------------- | ------ | ----- | ------ |
| Commune        | 14,3 % | 4,7 % | 10,1 % |
| Département    | 5 %    | 6,4 % | 7,1 %  |
| France entière | 8,3 %  | 10 %  | 10 %   |

En 2018, la population âgée de 15 à 64 ans s'élève à 98 personnes, parmi lesquelles on compte 83,8 % d'actifs (73,7 % ayant un emploi et 10,1 % de chômeurs) et 16,2 % d'inactifs,. Depuis 2008, le taux de chômage communal (au sens du recensement) des 15-64 ans est supérieur à celui de la France et du département.
La commune est hors attraction des villes,. Elle compte 45 emplois en 2018, contre 47 en 2013 et 57 en 2008. Le nombre d'actifs ayant un emploi résidant dans la commune est de 74, soit un indicateur de concentration d'emploi de 60,8 % et un taux d'activité parmi les 15 ans ou plus de 59,2 %.
Sur ces 74 actifs de 15 ans ou plus ayant un emploi, 42 travaillent dans la commune, soit 57 % des habitants. Pour se rendre au travail, 70,3 % des habitants utilisent un véhicule personnel ou de fonction à quatre roues, 8,1 % s'y rendent en deux-roues, à vélo ou à pied et 21,6 % n'ont pas besoin de transport (travail au domicile).

## Culture locale et patrimoine

### Lieux et monuments
- Église Saint-Flour. L'édifice a été classé au titre des monuments historiques en 2003[24].

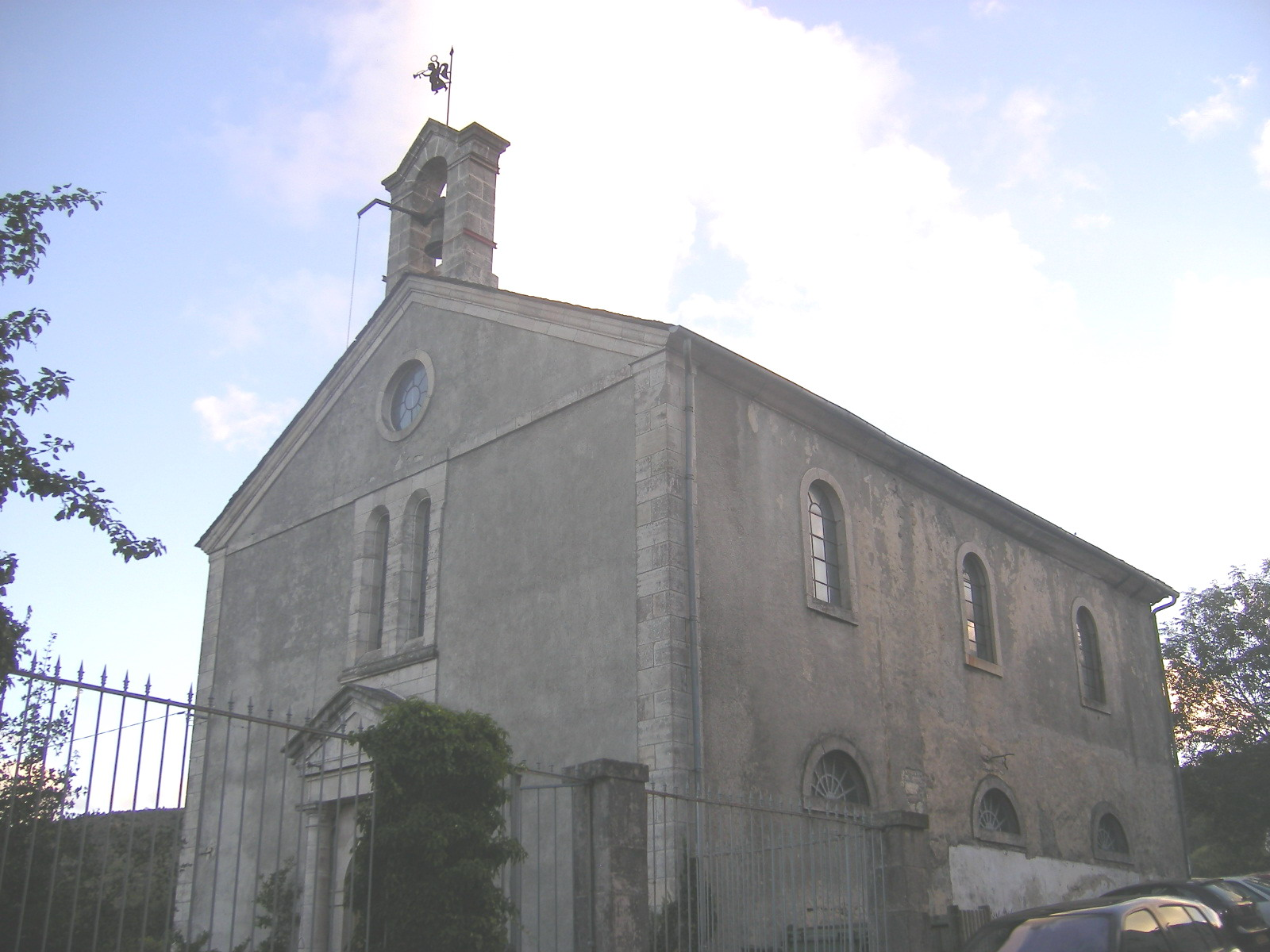
Temple du Pompidou.

- Église Notre-Dame-de-l'Assomption du Pompidou.
- Temple du Pompidou.Temple protestant du Pompidou.